# Otra cosa (álbum de Gente de Zona)
Otra cosa es el quinto álbum de estudio del grupo cubano Gente de Zona.
El álbum se caracteriza por el estilo fusión clásico del grupo, con una combinación tropical entre el urbano, el reguetón y la salsa. De este álbum, se desprenden algunos sencillos como: «Si no vuelves», «Te duele», «El mentiroso» y «Tan buena» entre otros.
En este álbum, están incluidas las participaciones de Silvestre Dangond, Mau & Ricky, Zion & Lennox y Gusttavo Lima entre otros.

## Lista de canciones
| N.º | Título                                                            | Duración |  |
| 1.  | «Poquito a poco» (con Zion & Lennox)                              | 3:23     |  |
| 2.  | «Tan buena» (con Mau & Ricky)                                     | 3:45     |  |
| 3.  | «Me da lo mismo»                                                  | 3:47     |  |
| 4.  | «Loco loco» (con Kelvis Ochoa y Gilberto Santa Rosa)              | 3:19     |  |
| 5.  | «Quiero conocerte» (con El Chacal)                                | 3:26     |  |
| 6.  | «Momento»                                                         | 3:32     |  |
| 7.  | «Lo que tú y yo vivimos» (con Gusttavo Lima)                      | 3:49     |  |
| 8.  | «Seré»                                                            | 3:20     |  |
| 9.  | «No te dejo sola» (con Franco de Vita)                            | 3:25     |  |
| 10. | «El mentiroso» (con Silvestre Dangond)                            | 3:03     |  |
| 11. | «Hazle completo el cuento» (con El Micha)                         | 3:34     |  |
| 12. | «Te duele»                                                        | 3:19     |  |
| 13. | «Si no vuelves»                                                   | 3:35     |  |
| 14. | «Me da lo mismo» (con Farina)                                     | 3:47     |  |
| 15. | «Momento» (con Ana Mena)                                          | 3:22     |  |
| 16. | «Lo que tú y yo vivimos» (con Gusttavo Lima (Versión en español)) | 3:49     |  |